# Rivière Aguanish
Pour les articles homonymes, voir Aguanish (homonymie).
La rivière Aguanish est un tributaire du littoral nord du golfe du Saint-Laurent. Cette rivière coule vers le sud-est, puis le sud, dans la municipalité de Aguanish, dans la municipalité régionale de comté de la Minganie, dans la région administrative de la Côte-Nord, au Québec, au Canada.

## Géographie
Les bassins versants voisins de la rivière Aguanish sont :
- côté nord : rivière Mistanipisipou, lac Sénéchal ;
- côté est : rivière Natashquan, rivière Aguanish Nord ;
- côté sud : Golfe du Saint-Laurent ;
- côté ouest : rivière Nabisipi, rivière Garneau.

La rivière Aguanish coule vers le sud jusqu'au littoral nord du golfe du Saint-Laurent. L'embouchure se déverse juste au sud du pont de la route 138 qui relie entre eux les villages et villes de la Côte-Nord.

## Toponymie
Le toponyme "rivière Aguanish" a été officialisé le 11 avril 1985 par la Commission de toponymie du Québec.